# Biträdande kabinettssekreterare
Biträdande kabinettssekreterare var en ämbetsmannapost som inrättades på Sveriges utrikesdepartement år 1944 för att avlasta den ordinarie kabinettssekreterarens arbetsuppgifter. Det har förekommit att den biträdande kabinettssekreteraren blivit den ordinarie kabinettssekreterarens efterträdare.
Huvuduppgiften för den biträdande kabinettssekreteraren var oftast att fungera som den svenske chefsförhandlaren i handelsförhandlingarna i GATT-rundan. Motsvarande uppgift efter 1982 handhas av statssekreteraren hos handelsministern.

## Sveriges biträdande kabinettssekreterare
- 1944-1953 - Vilhelm Assarsson
- 1953-1956 - Leif Belfrage (ordinarie kabinettssekreterare 1956-1967)
- 1956-1963 - Hubert de Besche
- 1964-1967 - Nils Montan
- 1967-1971 - Göran Ryding
- 1971-1972 - Sverker Åström (ordinarie kabinettssekreterare 1972-1977)
- 1972-1975 - Carl de Geer
- 1975-1978 - Bengt Rabaeus
- 1978-1980 - Carl-George Crafoord
- 1980-1981 - Margareta Hegardt
- 1981-1982 - Ulf Dinkelspiel